# Осбург
Осбург (нем. Osburg) — община в Германии, в земле Рейнланд-Пфальц. 
Входит в состав района Трир-Саарбург. Подчиняется управлению Рувер.  Население составляет 2391 человек (на 31 декабря 2010 года). Занимает площадь 33,92 км².

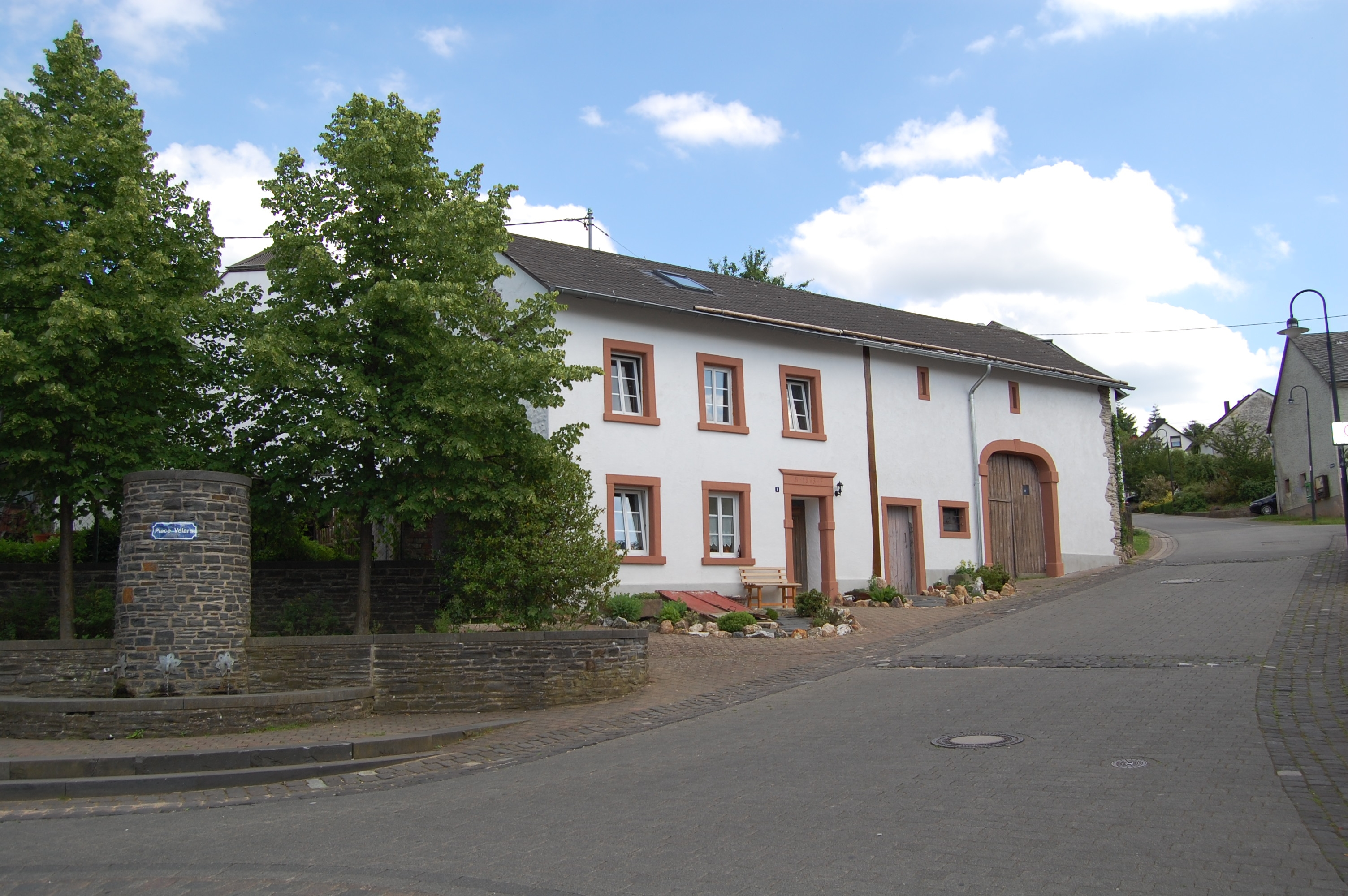
Осбург